# 文龜
文龜是日本的年號之一。在明應之後，永正之前。指1501年到1504年的期間。這個時代的天皇是後柏原天皇。室町幕府的將軍是足利義澄。

## 改元
- 明應10年2月29日（陽曆1501年3月18日），因後柏原天皇即位，又遇到辛酉革命而改元。
- 文龜4年2月30日（陽曆1504年3月16日），改元為永正。

## 出處
- 出自《爾雅·釋魚》的「十朋之龜者、一曰神龜、[...]、五曰文龜」。

## 文龜年間要事

### 逝世
- 元年11月18日（1501年） - 神保長誠、越中國守護代
- 2年7月30日（1502年） - 宗祇、連歌師（應永28年出生）

## 西元對照表
| 文龜 | 元年   | 2年    | 3年    | 4年    |
| ---- | ------ | ------ | ------ | ------ |
| 西曆 | 1501年 | 1502年 | 1503年 | 1504年 |
| 干支 | 辛酉   | 壬戌   | 癸亥   | 甲子   |

## 相關項目
| 前一年號： 明應 | 日本年號 | 下一年號： 永正 |